# Kerrea Gilbert
Kerrea Kuche Gilbert (ur. 28 lutego 1987 w Hummersmith, Anglia) – piłkarz grający na pozycji obrońcy.

## Statystyki kariery
| Klub            | Sezon   | Liga    | Liga | Puchary | Puchary | Europa  | Europa | Ogólnie | Ogólnie |
| Klub            | Sezon   | Występy | Gole | Występy | Gole    | Występy | Gole   | Występy | Gole    |
| --------------- | ------- | ------- | ---- | ------- | ------- | ------- | ------ | ------- | ------- |
| Arsenal         | 2005-06 | 2       | 0    | 6       | 0       | 1       | 0      | 9       | 0       |
| Arsenal         | 2007-08 | -       | -    | -       | -       | -       | -      | -       | -       |
| Cardiff City    | 2006-07 | 24      | 0    | 2       | 0       | -       | -      | 26      | 0       |
| Southend United | 2007-08 | 5       | 0    | 1       | 0       | -       | -      | 6       | 0       |
| Leicester City  | 2008-09 | 30      | 1    | 3       | 0       | -       | -      | 33      | 1       |
| Ogólnie         | 2005-   | 61      | 1    | 10      | 0       | 1       | 0      | 72      | 1       |